# Đội tuyển Fed Cup Việt Nam
Đội tuyển Fed Cup Việt Nam đại diện cho Việt Nam tại giải quần vợt nữ thế giới Fed Cup và do Liên đoàn Quần vợt Việt Nam quản lý. Họ không thi đấu từ năm 2014.

## Lịch sử
Việt Nam thi đấu kì giải Fed Cup đầu tiên năm 2013. Họ xếp thứ năm ở vòng bảng Châu Á/Châu Đại dương Nhóm II và trụ lại nhóm sau khi đánh bại Malaysia ở trận play-off. Họ tiếp tục xếp cuối bảng năm 2014 và đánh bại Iran trong trận play-off.

## Đội hình (2014)
- Trần Thị Tâm Hảo
- Phan Thị Thanh Bình
- Nguyễn Ái Ngọc Vân
- Huỳnh Phi Khanh